# Halcyon badia
El alción castaño (Halcyon badia) es una especie de ave coraciforme de la familia Halcyonidae que vive en la selva tropical africana. 

## Distribución
Se extiende por África Central y Occidental. Se encuentra en Angola, Camerún, Costa de Marfil, Guinea Ecuatorial, Gabón, Ghana, Guinea, Liberia, Nigeria, República Centroafricana, República del Congo, República Democrática del Congo, Sierra Leona, Sudán y Uganda.